# Jardín Botánico de la Universidad de Lieja
El Jardín Botánico de Lieja (en francés : Jardin Botanique de Liège) es un jardín botánico de 7 hectáreas de extensión que se encuentra en Lieja, Bélgica. Está administrado por la Comunidad francesa de Bélgica, y a su vez por la Universidad de Lieja y su código de identificación internacional como institución botánica es LG.

## Localización
El antiguo jardín botánico con ejemplares de árboles centenarios, está situado en el centro de la ciudad de Lieja y sirve como parque para los ciudadanos.50°38′06″N 5°33′41″E / 50.63500, 5.56139
El nuevo jardín botánico de uso para investigación y enseñanza se encuentra en el Campus de Sart-Tilman.50°35′21″N 5°34′18″E / 50.589068, 5.571785

## Historia
Los primeros árboles del jardín botánico fueron plantados en 1841, los invernaderos y los Institutos de Botánica y de Farmacia fueron inaugurados en 1883. 
Éstos forman parte de los ocho Institutos Trasenster construidos en esta época.
Los edificios son obra del arquitecto de Lieja Lambert Noppius.
De estilo neoclásico y de una calidad arquitectónica innegable (estos fueron catalogados en 1994), albergaron a los investigadores y a los profesores de la Universidad de Lieja durante una centena de años. Estas dos disciplinas emigraron hacia el campus de Sart-Tilman durante los años de 1970 y 1990.
Durante su historia, el jardín botánico de Lieja fue dirigido por el naturalista belga Charles François Antoine Morren. Fue en el mismo jardín donde este último realizó la fecundación artificial de la vainilla en 1836.
Actualmente, 
El antiguo Instituto de Botánica encontró una nueva asignación, en julio de 2001, con la instalación en el ala occidental, de la "Casa de Lieja del Medio ambiente", albergando, además de una «boutique verte», las oficinas de cuatro asociaciones (AVES, Educación- Medioambiente, Hypothèse y Natagora-RNOB).
La misma ala incluye, además de una bodega arqueada, completamente restaurada y arreglada, la sala clasificada de los trabajos prácticos. En cuanto al « Centre Régional d’Initiation à l’Environnement » (CRIE), se instaló en el ala, renovada completamente. Por fin, el antiguo Instituto de Farmacia alberga, desde el 2005, al "Instituto Superior de Arquitectura Lambert Lombard".

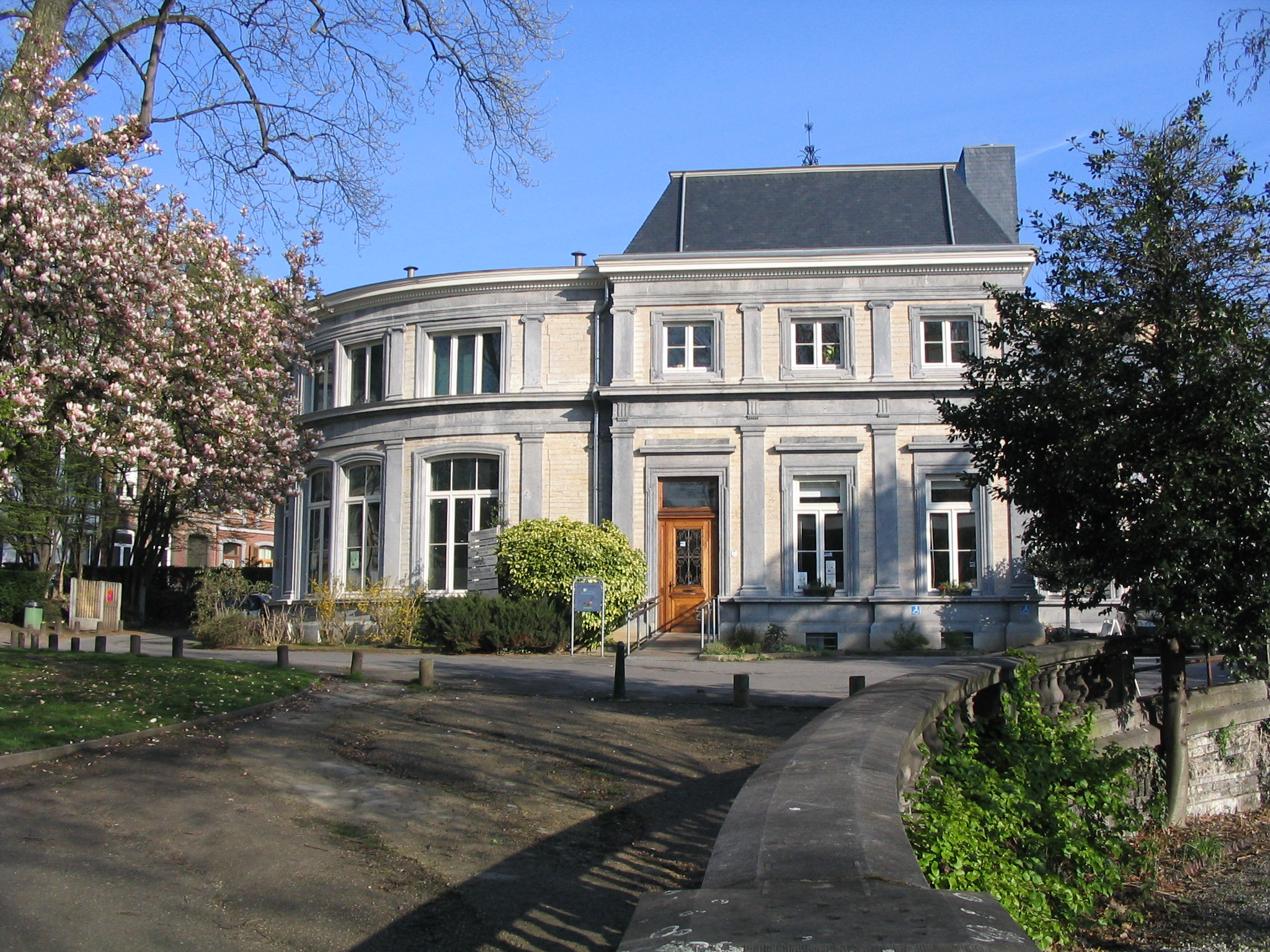
Pabellón del botánico (Lambert Noppius, 1883).

## Colecciones
Este jardín botánico alberga colecciones de,
- Bromeliaceae,
- Cactaceae,
- Suculentas,
- Begoniaceae,
- Poaceae (Festuca),
- Asteraceae,
- Plantas de conservación crítica de la Flora europea.

Las colecciones de los invernaderos incluyen 1,000 Taxones en cultivo. 